# 게이세리쿠스

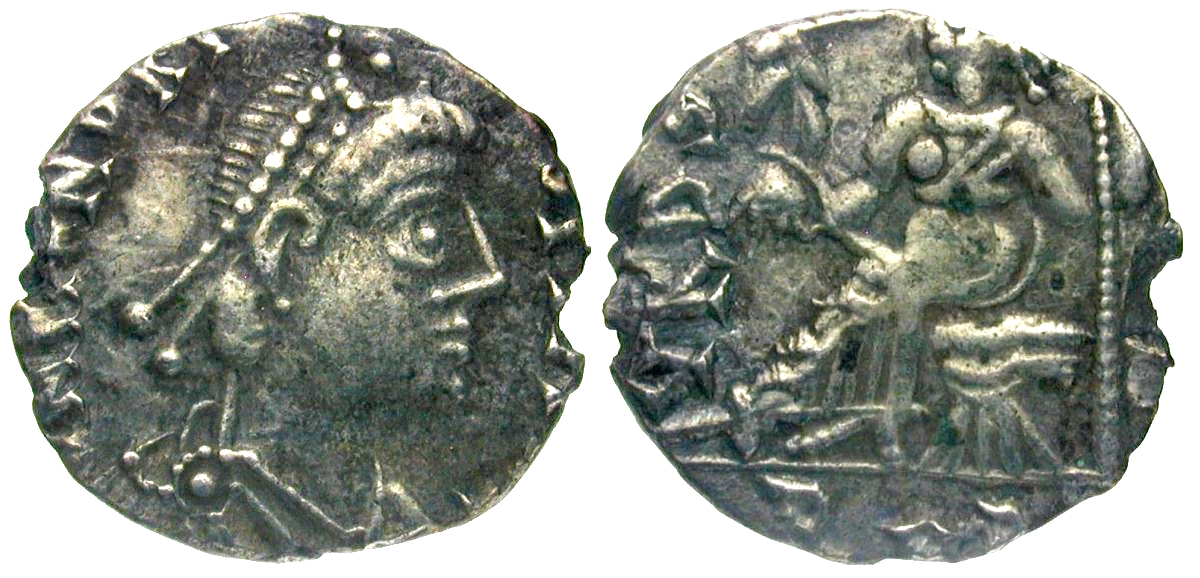

게이세리쿠스(Geisericus, 389년 ~ 477년)는 반달족의 왕이며 군데리크의 동생이다. 가이세리크(Gaiseric), 겐세리크(Genseric) 또는 게이세리크(Geiseric)라고도 불렸다.

## 생애
게이세리쿠스는 서로마 제국 말기의 내전을 이용하여 히스파니아 남부에 자리잡고 있던 반달족 전체를 이끌고 로마 제국의 곡창지대인 북아프리카를 공격, 차지하게 되었다. 이어 동로마 제국과의 전투에도 승리하고, 서로마 제국으로부터 반달 왕국으로 인정받았다.
이후 게이세리쿠스는 북아프리카의 옛 카르타고계 로마인들을 선원으로 부리며 대규모함대를 조직, 사르데냐, 코르시카 등을 점령했다. 또한 455년 6월에는 로마를 공격, 서고트족의 수령 알라리크에 이어 두 번째로 로마를 약탈했다.
460년, 서로마제국의 황제 마요리아누스는 반달 왕국에 대한 대대적인 공격을 추진했다. 그러나 게이세리쿠스는 서로마 제국 함대가 출항하기도 전에 기습적으로 화공을 가해, 함대를 모두 불살라 버렸다.
또한 468년에는 동로마제국과 서로마제국의 연합 함대가 게이세리쿠스를 공격했으나, 이 또한 실패로 끝났다.
게이세리쿠스 사후 아들 훈네리크가 뒤를 이었다.

## 같이 보기
- 반달족